# Пабло де Рока
Пабло де Рока (настоящие имя и фамилия — Карлос Диас Лойола, исп. Pablo de Rokha; 17 октября 1895, Ликантен — 10 декабря 1968, Сантьяго, Чили) — чилийский поэт, публицист, педагог, общественный деятель. Лауреат Национальной премии Чили в области литературы (1965).
Пабло де Рока считается одним из четырёх основных национальных поэтов Чили, наряду с Пабло Неруда, Висенте Уидобро и Габриэлой Мистраль.

## Биография
Родился в семье аристократа, разорившегося землевладельца. Был старшим среди 19 детей в семье.
В 1902 году поступил в духовную семинарию, из которого был исключен в 1911 году за ересь и атеизм, вызвав возмущение дирекции тем, что открыто читал авторов, запрещенных Церковью, таких как Вольтер, Фридрих Ницше и Рабле.
В 1912 году поступил в Чилийский университет, но вскоре бросил учёбу. Стал писать для нескольких журналов.
В 1922—1924 П. де Рока основал журнал «Динамо».
Преподавал на факультете философии и литературы Чилийского университета в Сантьяго (1933—1940), был редактором журнала «Мультитуд» с 1938 г., председателем профсоюза чилийских писателей с 1943 года.
Присоединился к движению анархистов. К 1930 году Пабло де Рока — активный сторонник идей марксизма-ленинизма и советского сталинизма, которые он сочетал с христианской этикой. Это привело его к вступлению в 1936 году в Коммунистическую партию Чили и поддержку Народного фронта Чили в ходе избрания президента П. Агирре Серда в 1938 году. Компартия выдвинула его кандидатом в конгресс, но в 1940 году он был исключен из партии после нарушений партийной дисциплины и нападок на некоторых лидеров партии.
В 1944 году президент Хуан Антонио Риос предложил ему должность посла Чили по культуре в Северной и Южной Америке. В этот период поэт посетил 19 стран континента.
Новый президент Чили Габриэль Гонсалес Видела принял Закон о защите демократии и в стране начались репрессии против Коммунистической партии Чили и анархистов. После нескольких лет проведённых в изгнании, П. де Рока в 1949 году вернулся на родину.

## Творчество
П. де Рока — поэт-авангардист.

«Он был существом могучим, своего рода, боксером от поэзии, о котором ходили самые сумасшедшие слухи. С его именем связывались покушения анархистов, мошенничества… Он был фактически дадаистом экспрессионистом, который привнес в Чили культурную провокацию. Он был неугомонным, способным нанести обиду, и в литературных кругах распространял атмосферу ужаса и черноты. Этих фраз, вольных как залпы салюта, должно быть достаточно, чтобы дать тебе представление о его бешеной горячности»:

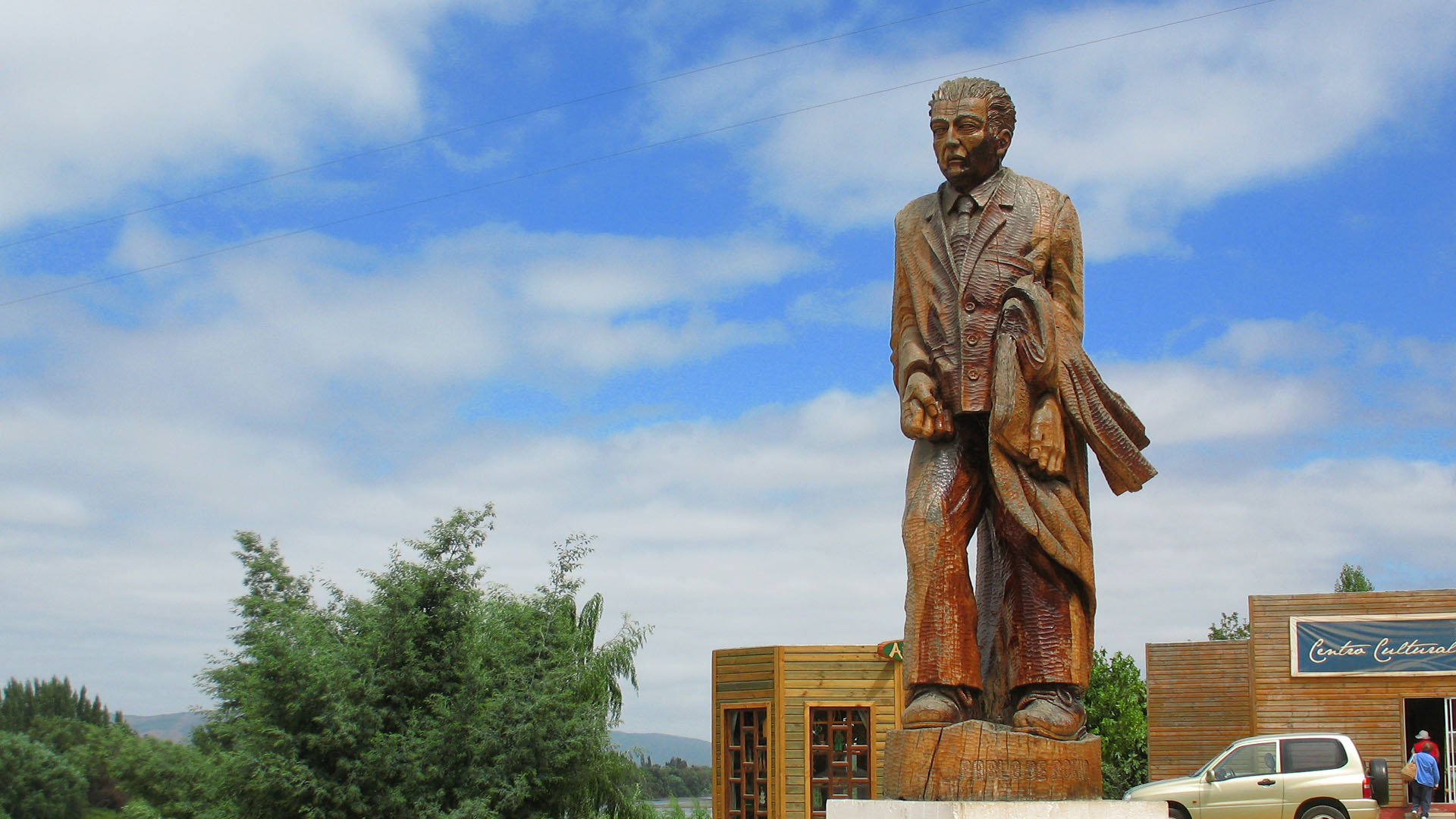
Памятник П. де Рока в Ликантене

«Подожгите поэму, обезглавьте поэму… Возьмите любой матерьял. как звезды берут средь червей… Покуда живут Небеса Господни в теле людском… Ты, ты станешь центром для Бога, словно секс, будешь центром Его… Тело Бога стонет в моих потрохах. Я буду Вечность глушить прикладом ружья своего»— Алехандро Ходоровски. Психомагия. Поэтический акт (ч.1) (Alejandro Jodorowsky. Psicomagia. El acto poético)
Автор стихов и поэзии, в том числе, «Жалобы» (1922), «У» (1927), «Сатана» (1927), «Уравнение» (1929), «Автопортрет в отрочестве», «Элегия на смерть Ленина», «Морфология террора» (1942), «Великая хартия вольностей Америки» (1948), «Чёрный огонь» (1953) и др.
Тяготел к политическим темам, к публицистичности: сборники «Осенняя песнь» (1933), «Ода памяти Горького» (1936), «Проклятие фашистскому зверю» (1937), «Пять красных песен» (1938), «Песнь о Красной Армии» (1944).
Сборники: «Язык мира» (1958), «Зимняя сталь» (1961), «Массовый стиль» (1965) и др.

## Семья
В браке с Луизой А. Сандерсон родились девять детей, в том числе, Карлос, который впоследствии стал поэтом, Луко и Хосе, стали художниками. Двое из детей умерли в детстве.
Впоследствии, мучимый горем из-за преждевременной смерти его жены от рака, смертью сына Карлоса в 1962 году от передозировки наркотиков, самоубийства в 1968 сына Пабло, поэт через 4 месяца сам покончил с собой, выстрелив себе в рот.